# Мохамад, Хайрул Ануар
Хайрул Ануар Мохамад (малайск. Khairul Anuar Mohamad; род. 22 сентября 1991, Кемаман, Тренгану) — лучник из Малайзии, выступающий в соревнованиях по стрельбе из олимпийского лука. Серебряный призёр чемпионата мира и участник трёх Олимпийских игр. 

## Биография
Хайрул Ануар Мохамад родился 22 сентября 1991 года.
Он начал заниматься спортом в 2003 году в Тренгану.

## Карьера
В 2011 году на чемпионате мира в Турине дошёл до 1/16 финала в личном первенстве и стал девятым в команде.
На Олимпиаде-2012 в Лондоне вышел в четвертьфинал индивидуального первенства, заняв итоговое шестое место. Также участвовал в мужском командном турнире, где стал девятым.
На чемпионате мира 2013 года в Анталии повторил достижение в команде (9-е место), а в индивидуальном первенстве продвинулся до 1/8 финала. Спустя 2 года на чемпионате мира в Копенгагене неудачно выступил в личном турнире, став лишь 57-м. Также занял 31-е место с мужской сборной и 41-е в миксте.
В 2016 году на вторых для себя Олимпийских играх вновь стал девятым в команде, а в личном турнире на этот раз выбыл на стадии 1/16 финала.
В 2017 году Мохамад выступал на фоне перенесённого гриппа и травмы плеча, которую он получил на домашних Играх Юго-Восточной Азии, но всё равно выиграл там золотые медали. На чемпионате Азии в Дакке занял третье место в командном турнире, а в личном дошёл до 1/8 финала. На этапах Кубка мира в Анталии и Солт-Лейк-Сити дошёл до 1/32 финала, а в Шанхае выступил в миксте и дошёл до 1/8 финала. На чемпионате мира 2017 года в Мехико стал седьмым в команде, девятым в миксте, а в личном турнире дошёл до 1/16 финала.
В 2018 году стал четвёртым в индивидуальном первенстве на этапе Кубка мира в Анталии, а также дошёл до 1/8 финала в Солт-Лейк-Сити и до 1/32 финала в Берлине. Выступил на Азиатских играх в Джакарте, дойдя до стадий 1/8 финала в мужской команде и в миксте. В личном турнире добрался до четвертьфинала и занял итоговое седьмое место.
В 2019 году на чемпионате Азии в Бангкоке стал седьмым в миксте, шестым в команде и семнадцатым в индивидуальном турнире. На этапе Кубка мира в Шанхае дошёл до четвертьфиналов и в личном турнире, и в миксте. В июне на чемпионате мира 2019 года в Хертогенбосе Мохамад показал 16-й результат в рейтинговом раунде с результатом 678 очков из 720 возможных. В первом матче он победил вьетнамца Дат Манх Нгуена со счётом 7:3, а затем оказался сильнее индонезийца Риау Эга Агата (6:2). В 1/16 финала победил молдавского лучника Дана Олару, а затем с сухим счётом олимпийского чемпиона Марко Гальяццо. В четвертьфинале Мохамад со счётом 7:3 прошёл американца Джека Уильямса, а в полуфинале с тем же счётом победил бангладешского лучника Румана Шана. В финале встретился с американцем Брейди Эллисоном, и для выявления победителя понадобилась перестрелка при счёте 5:5 по сетам, в которой точнее оказался американец (8:10), а Мохамад принёс своей стране первую медаль. Этот результат принёс Малайзии путёвку на Олимпиаду в Токио.
Летние Олимпийские игры 2020 года стали для Мохамада третьими в карьере. В личном турнире, единственной дисциплине, где он выступил, он в первом раунде победил финна Антти Викстрёма, а затем оказался сильнее Ван Дапэна из Китая. Причём в обоих матчах после пяти сетов счёт был равным, и понадобилась перестрелка, в которой сильнее становился Мохамад. В 1/8 финала Хайрул Ануар встретился с олимпийским чемпионом Ким У Джином, которому проиграл всухую и выбыл из борьбы за медаль.